# Jessica Yang
Jessica Yang, née dans l'état de Californie (États-Unis), est une chef pâtissière américano-taïwanaise, établie à Paris.
Le restaurant Rigmarole, dont elle est chef pâtissière avec son mari Robert Compagnon, chef cuisinier, a une étoile au Guide Michelin depuis 2020. Cela fait d'elle une des rares femmes chefs étoilées en France.

## Biographie
Originaire d'Orange, en Californie, Jessica Yang suit un bachelor’s degree en histoire de l'art de 2004 à 2008 à l'Université de Californie à Berkeley puis travaille dans le domaine du marketing avant de partir à Paris où elle suit un programme intensif professionnel en pâtisserie française à l'école Ferrandi à Paris en 2010-2011.
En 2011, elle entre au restaurant trois étoiles Guy Savoy à Paris en tant que commis en pâtisserie, puis devient chef de partie pâtisserie l'année suivante. Elle y rencontre le cuisinier franco-Américain Robert Compagnon (né à New-York), qui deviendra son mari.
En 2012, ils partent s'installer ensemble à New York. Jessica Yang y travaille comme chef de partie en pâtisserie au Per Se, puis comme pâtissière au Chef's Table at Brooklyn Fare avant de devenir chef pâtissière à Rebelle, où le chef Daniel Eddy réalise une cuisine d'inspiration française. Parti avec l'intention de s'établir définitivement aux États-Unis, le couple réalise que la qualité de vie est meilleure en France et que l'environnement et la qualité des produits y sont plus propices à un projet de restaurant. 
En octobre 2017, Jessica Yang et Robert Compagnon ouvrent leur propre restaurant dans le onzième arrondissement, le Rigmarole (mot anglais signifiant «charabia, imbroglio »), ouvert uniquement cinq soirs par semaine. Jessica Yang façonne elle-même les assiettes en céramiques du restaurant. La cuisine fusionne plusieurs traditions culinaires, notamment la  cuisine japonaise et la technique de la grillade au binchotan. 
Le guide du Fooding les consacre « meilleure table » dans son édition 2019. En janvier 2020, ils obtiennent une étoile Michelin.